# Брэдбери, Уильям
Уильям Батчелдер Брэдбери (англ. William Batchelder Bradbury; 6 октября 1816, Йорк, Мэн — 7 января 1868, Монтклэр, Нью-Джерси) — американский композитор, музыкант, музыкальный педагог.

## Биография
Сын кантора. Учился музыке у Лоуэлла Мейсона. Обучался игре на пианино и органе в Бостоне.
С 1834 года известен как органист. В 1840 году начал преподавать музыку в Бруклине, Нью-Йорк. В 1847 г. отправился в Германию, где обучался гармонии, композиции, вокальной и инструментальной музыке у лучших мастеров того времени, в частности у Эрнста Фердинанда Венцеля.
В 1854 году вместе со своим братом Эдвардом Г. Брэдбери основал компанию Bradbury Piano Company в Нью-Йорке.
Наиболее известен как композитор и издатель серии музыкальных сборников для хоров и школ. С 1841 года — автор и составитель около 60 музыкальных сборников.
Ему принадлежит ряд популярных церковных гимнов.

## Избранные публикации
- The Shawm (1853)
- The Jubilee (1858)[1]
- Cottage Melodies (1859)
- The Golden Chain (1861)
- «Hold On Abraham!» (1862)
- The Key-Note and Pilgrims (1863)
- The Golden Censer (1864)
- Golden Trio (1864)
- Temple Choir and Fresh Laurels (1867)
- Clairiona (1867)

- Fresh Laurels , 1867
- Just as I am
- A Sound Among the Forest Trees